# مؤتمر قمة نوفوس
قمة نوفوس هي قمة تحدث سنوياً وتعقد في قاعة الجمعية العامة للأمم المتحدة في مدينة نيويورك. عقدت قمة نوفوس لأول مرة في 17 يوليو 2016 ، بالاشتراك مع إدارة الأمم المتحدة للشؤون الاقتصادية والاجتماعية
```
من أجل إظهار الدعم لأهداف الأمم المتحدة العالمية الـ 17 ، والمعروفة أيضًا 
بأهداف التنمية المستدامة للأمم المتحدة
.
[
1
]
```